# Tafas
Ţafas (arabiska: طفس) är en ort i Syrien. Den ligger i provinsen Dar'a, i den sydvästra delen av landet, 90 kilometer söder om huvudstaden Damaskus. Ţafas ligger 492 meter över havet och antalet invånare är 31 249.
Terrängen runt Ţafas är platt, och sluttar brant västerut. Runt Ţafas är det ganska tätbefolkat, med 214 invånare per kvadratkilometer.. Närmaste större samhälle är Dar‘ā, 13,4 kilometer söder om Ţafas.
Trakten runt Ţafas består till största delen av jordbruksmark.